# 熱依扎·阿里木江
熱依扎·阿里木江（羅馬化：Rayzha Alimjan，1986年7月15日—），中国大陸哈萨克族女藝人，別称扎扎、扎姐、「小張栢芝」等。曾於“流珠拍卖会”中担任临时模特儿，亮丽外型让她高中时期在《Ray》杂志举办的全国比赛中赢得「最上镜头奖」，随即以杂志人气模特的身份出道。她也是2004級北京电影学院表演系的毕业生，接受专业训练，毕业后转型为演员。2011年在宫廷斗争剧《後宮甄嬛傳》中飾演葉瀾依（寧嬪）。

## 影视作品

### 电视剧
| 首播年份 | 剧名                   | 角色   | 备注                               |
| 2011年   | 《後宮甄嬛傳》         | 寧嬪   | 本名葉瀾依，寧嬪角色參考歷史中寧妃 |
| 2012年   | 《愛啊哎呀，我願意》   | 童桦   |                                    |
| 2013年   | 《愛情自有天意》       | 田心   |                                    |
| 2014年   | 《少年神探狄仁杰》     | 神姬   | 客串                               |
| 2016年   | 《秀麗江山之長歌行》   | 丁柔   |                                    |
| 2017年   | 《九州·海上牧云记》    | 金珠海 |                                    |
| 2018年   | 《北国英雄》           | 顧雪螢 |                                    |
| 2019年   | 《长安十二时辰》       | 檀棋   |                                    |
| 2021年   | 《山海情》             | 李水花 |                                    |
| 2023年   | 《情满九道弯》         | 叶菲   |                                    |
| 2023年   | 《青春之城》           | 蒋楠楠 |                                    |
| 2023年   | 《无所畏惧》           | 罗英子 |                                    |
| 2025年   | 《无所畏惧之永不放弃》 | 罗英子 |                                    |
| 待播     | 《灼灼韶华》           | 褚韶华 |                                    |

### 电影
| 上映年份 | 电影名                      | 角色   | 备注 |
| 2008年   | 《摊开你的地图》            | 宋倩倩 |      |
| 2010年   | 《唐伯虎点秋香2之四大才子》 | 侍女   |      |
| 2010年   | 《盲人电影院》              | 小鸥   |      |
| 2015年   | 《有一个地方只有我们知道》  | 姗姗   |      |
| 2016年   | 《真相禁区》                | 南方   |      |
| 2016年   | 《过年好》                  | 朱莉   |      |
| 2016年   | 《谋杀似水年华》            | 钱灵   |      |
| 2016年   | 《谎言西西里》              | Ruby   |      |
| 2017年   | 《临时演员》                | 梁丹妮 |      |
| 2017年   | 《缉枪》                    | 俞苗   |      |
| 2018年   | 《断片之险途夺宝》          | 售票员 |      |
| 待上映   | 《平安岛》                  | 楊卿   |      |

### 短片
| 年份   | 作品                     | 角色 | 合作演员 | 備註              |
| ------ | ------------------------ | ---- | -------- | ----------------- |
| 2010年 | 《四夜奇谭之谎言大作战》 | 张琳 | 余文乐   | 彭浩翔的“4+1”计划 |

## MV
- 后弦《九公主》
- 黄立行《我是明星》（歌剧）
- 胡歌《告诉他，我爱她》（与青鸟飞鱼）
- 郝云《逃跑的木偶》

## 獎項
| 年份 | 颁奖典礼                 | 奖项                                 | 作品             | 角色   | 結果 |
| ---- | ------------------------ | ------------------------------------ | ---------------- | ------ | ---- |
| 2017 | 第20屆上海國際電影節     | 電影頻道傳媒大獎最受傳媒關注女主角獎 | 《緝槍》         | 俞苗   | 獲獎 |
| 2019 | 第26屆華鼎獎             | 中國古裝題材電視劇最佳女演員         | 《長安十二時辰》 | 檀棋   | 提名 |
| 2021 | 第27屆上海電影節白玉蘭獎 | 最佳女主角                           | 《山海情》       | 李水花 | 提名 |
| 2021 | 第32屆華鼎獎             | 全國觀眾最喜愛十佳演員               | 《山海情》       | 李水花 | 獲獎 |
| 2022 | 影視榜樣·2021年度總評榜  | 最佳女主角                           | 《山海情》       | 李水花 | 獲獎 |
| 2022 | 第33屆中國電視劇飛天獎   | 最優秀女演員                         | 《山海情》       | 李水花 | 獲獎 |

## 争议
在2018年的小年晚上，热依扎在新浪微博上发布了一条微博“其实我也不过这个节...但还是挺想家的”，并且在这条微博中回覆网友称其作为哈萨克族人，不过春节。此举引发了部分中国大陆网民的强烈不满。尽管部分网友对此表示理解，但随着事件发酵，热依扎清空了其新浪微博上的全部微博。
2021年12月20日，热依扎发文回应名誉权二审维持一审判决的结果，并向网友硬核豌豆道歉。2019年，有网友发文称热依扎是“露胸癖”“用抑郁症炒作”等。随后，热依扎发文挂出该网友。关于此案，法院认为：热依扎作为公众人物，言行具有煽动性，教唆粉丝和网民进行网络暴力，所以网友的言论不构成名誉权意义上的诽谤。